# Irvingiaceae
Irvingiaceae — родина квіткових рослин, що складається з 13 видів у 3 родах. Ці роди: Allantospermum, Irvingia, Klainedoxa. Desbordesia, яка раніше була прийнята, тепер включена до Irvingia. Родина названа на честь шотландського військово-морського хірурга Едварда Джорджа Ірвінга.